# 말괄량이 마법학교
말괄량이 마법학교(The New Worst Witch)는 2005년 1월 5일부터 2007년 1월 27일까지 방영된 영국 ITV의 드라마이다.

## 방송 시간
| 방송 채널 | 방송 기간        | 방송 시간 |
| --------- | ---------------- | --------- |
| SBS       | 2006년 3월 ~ 5월 |           |

## 한국판 성우진(SBS)
- 박영희 - 헤티 허블(엘리스 코너)
- 김정아 - 모나(애너벨 반스톤)
- 김지혜 - 벨라도나(프란체스카 이셔우드)
- 김순영 - 캐시(페이즐리 레이드)
- 박민아 - 캐클 선생님(클레어 코울터)
- 최옥희 - 하드브룸 선생님(케롤라인 오코넬)
- 민지 - 와프 선생님(스테파니 레인)
- 오길경 - 나이팅게일(인드라 오브)
- 김용식 - 카스피안(이안 린지)